# Каміла Вальєхо
Каміла Антонія Амаранта Вальєхо Даулінг (ісп. Camila Antonia Amaranta Vallejo Dowling, 28 квітня 1988, Сантьяго) — активістка студентського і комуністичного руху в Чилі.

## Біографія
Вальєхо є дочкою Рейнальдо Вальєхо і Маріели Даулінг — членів чилійської компартії і активістів чилійського опору під час військової диктатури Аугусто Піночета. Провела дитинство в комунах Макул і Ла Флорида, вчилася в Colegio Raimapu. У 2006 році Вальєхо поступила до Університету Чилі вивчати на географічний факультет. В університетському середовищі була залучена в лівий рух і в 2007 році вступила до Комуністичної молоді Чилі.

## Політична діяльність
Вона була радником в Студентській федерації університетів Чилі в 2008 році, в листопаді 2010 року була обрана як її президент, ставши другою жінкою, що зайняла цей пост в 105-річній історії студентського союзу. 7 грудня 2011 Вальєхо програла Габріелю Боричу. У жовтні 2011 року вона була обрана в ЦК Комуністичної молоді Чилі на її XIII Національному конгресі.
Водночас чилійська влада ставляться до лідера студентського руху з неприхованою ненавистю: високопоставлена чиновниця з міністерства культури Тетяна Акуна навіть заявила, що «вбивство Вальєхо поклало б край обридлим маніфестацій». Через погрози життя Каміли Вальєхо Верховний суд Чилі виніс рішення забезпечити для неї захист поліції.